# 轉生為第七王子，隨心所欲的魔法學習之路
《轉生為第七王子，隨心所欲的魔法學習之路》是日本作家謙虛同好會所著的輕小說，由2019年10月起於成為小說家吧連載。2020年7月起經講談社輕小說文庫出版實體書，Meru.擔綱插畫。
其後獲改編為漫畫，由2020年6月27日起於講談社旗下網上漫畫平台「Magazine Pocket」上連載，漫畫家是石澤庸介，並獲得下一部人氣漫畫大賞2021網絡漫畫類別的第8名。2021年在講談社主辦由全國書店店員投票遴選前十部「有趣且值得推薦的漫畫作品」的獎項「講談社真心推薦！漫畫展2021」（日语：講談社ガチ！マンガフェア2021）榜上有名。2022年7月29日，開設官方Twitter帳號。改編電視動畫第1季於2024年4月至6月播放。第2季預定於2025年7月播出。
改編漫畫在2024「BookLive!讀者票選」的「讀者票選推薦最佳100部異世界漫畫」的排行榜中，位居少年漫畫·青年漫畫的第14名。

## 劇情簡介
有一位熱愛魔法，因為在決鬥時沉迷於觀察對方魔法，最後死於非命的「凡人」魔法師。臨死前期望「想要鑽研學習更多魔法」的這個男人在轉生後，成為了擁有強大魔法血統的王子。擁有過去的記憶，懷抱著前世沒能實現的心願，以超乎常人的魔力享受生活！

## 角色列表

### 沙魯姆王國
洛伊德·迪·沙魯姆（Lloyd de Saloum，聲：小市真琴、福山潤（前世））
統治沙魯姆王國的王族第七王子。擁有作為轉生者和魔術師的前世的記憶成長。雖然是10歲，但擁有龐大淵博的魔法知識，也隱藏著令魔人都為之顫抖的魔力。對王位繼承、女性、戀愛等不感興趣，所有的行動和欲望都投入到對魔法的研究和實踐中，以掌握他所鍾愛的魔法。非常喜歡吃熱香餅等甜點類。
古力莫（Grim，聲：菲魯茲·藍）
洛伊德的使魔。原為封印在書庫裡的三級魔人「古力莫瓦」（Grimoire，聲：大塚明夫）。險些將整個王國滅亡，在眾多魔法師的犧牲下被封印。被洛伊德輕鬆解除封印，震驚於對方魔法的強大，決定暫時以使魔的身份臣服，化身為更可愛的羊惡魔的形態。
後來實力提升至一級魔人。
吉利爾（Jihriel，聲：森久保祥太郎）
來自天界的天使。非常好色，喜歡偷窺女生洗澡。
洛伊德的第二個使魔，為了不顯眼平時以小鳥型態示人。
希露法·藍格里斯（Sylpha Langlis，聲：Lynn）
洛伊德的女僕，是侍奉沙魯姆王國的女僕，也是溺愛著洛伊德的教育員。過去的她是一位深受冒險者仰慕的劍豪，擁有絕世的劍術，在戰鬥中展現出真正的潛力。別名「銀色劍姬」，約15歲時與7歲的洛伊德相遇。退役前為A級冒險者，後因洛伊德的需要，而重新註冊為冒險者，但因相關規定，導致冒險者等級被降至C級。
桃·愈華（Tao Yuifa，聲：關根明良）
B級冒險者，武術家。修煉「気」，攻擊主要是靠拳腳。個性開朗、意氣風發。原本只靠修行過著自己的生活，但為了尋找與美男子的美好邂逅，她離開了道場，成為了一名冒險者。遇到帥哥就無法自拔。
現任百華拳八代目見習首領(漫畫159話)。
蓮（Ren，聲：高橋李依）
屬於由賞金犯組成的“暗殺者公會”的成員，毒的受詛者，被稱為「毒蛾的蓮」。具有透過皮膚傳播毒素的獨特體質。後來成為洛伊德的女僕。
由吉利爾傳授，擁有短劍外型的光武，名未知(漫畫184話使用)。
一號
原自塔爾塔羅斯的分離體黑化的完美和平，透過寄生能力分離，依附於蓮的分離體，在放著不管的前提下還能存活約一年。
 阿爾貝特·迪·沙魯姆（Albert de Saloum，聲：堀江瞬）
第二王子。洛伊德的哥哥。通常被認為是王位的有力繼承者，才智雙全。一方面具有卓越的政治能力，一方面對兄弟姐妹十分親厚。對下屬也很友善，很受人喜愛。看穿了洛伊德在魔法方面的巨大天賦，並希望他將來能成為一個能夠幫助自己的人。
迪安·迪·沙魯姆（Dian de Saloum，聲：廣瀨裕也）
第四王子。洛伊德的哥哥。語氣粗獷，但內心善良。雖然他從小就熱愛魔法，但由於沒有魔法天賦，在10歲時選擇了成為一名鐵匠，並在鄰國巴托拉姆學習了鐵匠技藝。目標是打造一把賦予劍魔法的“魔劍”，未來他希望在沙魯姆王國組建一支魔劍軍團。
雅莉婕·迪·沙魯姆（Alieze de Saloum，聲：熊田茜音）
第六公主。比洛伊德年長3歲的姊姊，一樣沒有王位繼承權。她是個溫柔的女孩，和哥哥一樣疼愛弟弟洛伊德。她與貼身女僕在城堡內的「箱庭之塔」中，飼養著許多她最喜歡的動物或魔獸。擁有強大的魔力，讓她不自覺地與動物和魔獸產生了聯繫，並能芬里爾等高級魔獸服從於己，但本人相信這是由愛情所建立起的一種信賴關係。
實為不自主也不受控發動的“同調”魔力，但基本不會給周圍的人造成麻煩，沒被視為受詛者。
小白（Shiro，聲：松井惠理子）
生活在森林地區的狼系魔獸（熊狼）。在洛伊德的魔力影響下變得潔白又毛茸茸，因此被命名為「小白」。擁有敏銳的嗅覺和直覺，龐大的身軀可以輕鬆承載洛伊德和希露法。
伽利略（Galilea，聲：杉田智和）
「暗殺者公會」的成員，絲的受詛者「蜘蛛的伽利略」。在洛伊德的幫助下得以控制自己的魔力。
由洛伊德任命的羅德斯特領的新領主。
食量很大。
由吉利爾傳授，擁有型似菜刀的光武，名未知(漫畫51話)。
塔利亞（Talia，聲：明坂聰美）
「暗殺者公會」的成員，傷的受詛者「百傷的塔利亞」。在洛伊德的幫助下得以控制自己的魔力。
透過自殘使自己視野中的人受到同等傷害，該能力也能使醉意共享。
喜歡喝酒。
由吉利爾傳授，擁有長刀外型的光武，名未知(漫畫51話)。
巴比倫（Babylon，聲：土岐隼一）
「暗殺者公會」的成員，軟體的受詛者「巨鼠的巴比倫」。在洛伊德的幫助下得以控制自己的魔力。
很會做料理。不知為何洛伊德每次吃他做的料理都面無表情。
由吉利爾傳授，擁有型似軍用匕首的光武，名未知(漫畫51、55話)。
酷洛（Crow，聲：永塚拓馬）
「暗殺者公會」的成員，咒詛的受詛者「闇鴉的酷洛」。在洛伊德的幫助下得以控制自己的魔力。如果對強度遠超自己的存在使用咒言會吐血。
由吉利爾傳授，擁有刀型的光武，名未知(漫畫51話)。
後來發展出用咒言操控烏鴉的用法(漫畫61話)。
杰德（Jade Lordost，聲：島崎信長）
「暗殺者公會」的首領，神隱的受詛者「影狼的杰德」。原為羅德斯特領的三男，雖然不好戰但天賦優秀，不論是気術還是魔術都有優秀的造詣，為了阻止戰爭而回到領地，卻被魔族基札戮姆篡奪身體並死亡。
在死亡之前完成了影狼的術式化。
拉米（Lami，聲：岬奈子）
原本是人類，因為瀕臨死亡，吉坦幫她做了合成獸手術，變成人造蛇妖失去記憶。
查爾斯（Charles de Saloum，聲：飛田展男）
國王。洛伊德的父親。
賽洛弗（Zerof de Saloum）
第三王子。沉迷於煉金術研究，因此很崇拜神童伊德。為人怕生不善交際。
薩莉亞（Saria de Saloum，聲：津田美波）
第四王女。喜歡音樂，精通各種樂器，跟音樂無關連的人事物會記不清楚，例如叫錯名字。近視相當嚴重。
雖然身為王族但經常不帶護衛出門。
有著與洛伊德相似的口味愛好(漫畫52話)。
愛麗絲（Eris，聲：丸岡和佳奈）
雅莉婕的專屬女僕。
麗魯（Rir/Liru）
雅莉婕的寵物。次級芬里爾。

#### 軍隊與騎士團
馬科斯（Marcos Langlis）
沙魯姆騎士團長，王國最強的劍士。以前是冒險者。
相當寵愛女兒，為此一度委託暗殺者公會當打手(漫畫92話)。
修奈澤爾（Schneizel de Saloum）
第一王子。第一部隊大將。因為魔宿體質的因素食量很大。
兵法與兵棋的高手。
過往疑似認識洛伊德的前世(漫畫161話)。
柯蘿澤（Creuzet de Saloum）
第一王女。第二部隊大將。喜歡馬科斯。因為魔宿體質的因素食量很大。
弗利戈爾（Freigel）
第三部隊長。
加菲（Garfiel）
第四部隊長。
伊克西翁·特斯塔羅薩（Ixion Testarossa）
第五部隊長。炎之受詛者。喜歡阿爾伯特(漫畫146、181話提及)。
挺身對抗薩塔娜艾爾但不敵被擊殺。
凱恩（Kein）
馬科斯的副手。初登場於漫畫99話。
將獸群暴走的訊息以魔術長距通信傳回國內後失聯，被狂氣樹海殺死。
凱因/肯（Caine）
第六部隊長。凱恩的哥哥。
塞阿斯·羅·雷布南頓（Sias lo Revenant）
沙魯姆王國排行前十大貴族之一的雷布南頓家的三男。
為了應對魔物大暴走而由阿爾伯特任命的第七編隊的的副官之一(另一個副官是修奈澤爾推薦的洛伊德)(漫畫156話)。

#### 冒險者公會
卡特琳娜（Katarina，聲：佐藤美由希）
公會的前台人員。
加雷特（Jaret）
A級冒險者。
桑德拉（Sandra）
A級冒險者。

#### 夜王山賊團
瑪爾斯（Marth）
有著“夜王”稱號的山賊，後被洛伊德收編。
比魯斯（Bils）
瑪爾斯的妹妹。

#### 格蘭海姆古城
格蘭海姆（Grandheim）
原沙魯姆大貴族格蘭海姆伯爵，對王室心懷不滿發動反叛但被迅速鎮壓，之後使用魔法道具將整座城化為迷宮，自己則成為不死族。
擁有將自身霧化的能力。
被希露法、加雷特、桑德拉三人聯手重創，最後被馬科斯斬殺。
格蘭瓦尼亞（Grandvania）
格蘭海姆之子。對格蘭海姆相當不滿。
性格傲慢自大，認為自己是統治世界的王者，但又破解不了格蘭海姆的霧化能力。
擅長用魔力波進行交流。
由於頻繁發出的魔力波暗號術式信號干擾洛伊德的睡眠，洛伊德(7歲)為此造訪古城，最後被洛伊德用「火球」擊殺。

### 教會
吉坦（Guitane，聲：牛山茂、宮本充）
教皇。沒人帶路就會走到迷路，哪怕目的地可以直接目視。
在洛伊德之前唯一得到天使吉利爾認可，被允許可以不透過儀式發動神聖魔術的人。擁有先天的神器資格。擁有遠超天使吉利爾的實力。
光武神器：
1.棄神悔慢之劍：又稱[反物質聖劍]，可一次性對最多三種物質屬性“無效化”
2.誓約勝利之劍：又稱[真聖劍]（漫畫199話），共12把巨大光武，能在有限範圍中“實現”吉坦所期望的未來，其帶有的必中性質可讓棄神悔慢之劍有必中的無效化效果

在獸潮戰鬥時對線ss級首領魔海峽，並獨自保護眾人取得勝利。
大神官（聲：相馬康一）
十二神官之一並為大神官。
阿納斯塔西亞（Anastasia，聲：日笠陽子）
十二神官之一。稱號“月皇”。
對於自己的父親殺死吉坦家人的事情懷有罪惡感。
光武：
阿納斯塔西亞的光武，外型是兩把單刃劍。
但丁（Dante，聲：平林剛）
十二神官之一。
以前是一個混混，聽說神官吉坦能用“淨化”後跑去找麻煩，被吉坦用光武教訓後改過自新。
神器：「妮凱」
外型是沒有劍柄的巨劍，但丁的光武，其他細節不知。後天型神器。
梅麗莎（Melissa，聲：小林さとみ）
十二神官之一。
布茨（Batts，聲：浦和希）
十二神官之一。
光武：「釘刃劍」
羅斯麗斯（Rozelis，聲：菊池勇成）
十二神官之一。
托爾（Thor，聲：江頭宏哉）
十二神官之一。
紅馬基、青馬基（Akamaki、Aomaki，聲：龜山雄慈）
十二神官之二。一對光頭雙胞胎。
克羅耶（聲：松尾桂樹）
十二神官之一。
甘莫（聲：關口雄吾）
十二神官之一。
亞塔羅烏（聲：岩城泰司）
十二神官之一。
伊莎（Escher，聲：石見舞菜香）
德恩支部教會的修女。喜歡唱歌。對巴比倫有好感。
莽起來時總是陷入麻煩。
雖然8歲時的洛伊德為了見識神聖魔術經常在教會搗蛋，依然認為洛伊德不是壞孩子，從來沒用神聖魔術教訓他(漫畫43話)。
光武：
伊莎唯一能用的光武，幾乎沒有殺傷力，功能是擴音。
神器：天地絢爛無縫天衣：受第一王子要求在與無名決戰中激發的神器，給予範圍內除不死族魔人魔族外無視所有負面效果的增益狀態，不死族魔人及魔族則為特效傷害，但古力莫僅感覺[痛到要禿了]

#### 教皇所屬的食屍鬼與合成獸
內戰（Civil War，聲：森川智之）
生前時受盡霸凌欺壓，死後化為魔物「飄靈」，渴望復仇但尋不得強大肉體時遇到吉坦，得到他贈與的「反射的受詛者」的肉體之後立刻完成復仇。
復仇結束後選擇跟隨吉坦，於下水道與前來討伐食屍鬼兼試驗神聖魔術的洛伊德一行人交戰，死因推測是戰鬥時體內的極聖玉被洛伊德的光武擊碎導致淨化魔術啟動，化為粉末。
插在頭骨上的刀被洛伊德回收，事後轉交給吉坦。
古力莫瓦(?)（Grimoire(?)）
A級奇美拉。生前是研究古代魔術的魔術師，古力莫瓦的粉絲。
被古力莫瓦本人親自戳破是假貨後被淨化。
帝釋天（Shakra）
A級奇美拉。由於敗給百華拳導致落華拳無人願意傳承，最後含恨自殺，死後化為魔物「飄靈」，之後遇上吉坦並被其接納，得到吉坦製造的奇美拉的肉體。
黑龍
SS級奇美拉。在魔界誕生的「圈養種」，負責馱著基札戮姆飛行，基札戮姆取得「影狼」後自盡未成，被迷路而來的吉坦帶回並改造成奇美拉。
享受蹂躪弱者的快感時被古力莫教訓了一頓，最後決定放棄逃跑，也沒使用吉坦給予的極聖玉自殺，向古力莫挑戰，作為一頭黑龍邁向死亡。
必要食品
銜尾蛇系列 No.6
SSS級奇美拉。由烏洛波洛博士為了解決饑荒而創造的小豬，擁有無限的再生能力，被造成傷害的次數越多越強。
但如果被冰封則無法再生。
雖然很在意別人說自己的肉很難吃，但其實是相當怕被傷害的類型。
最後接受了巴比倫的淨化，並跟隨了他，再生、說話與變形能力依然可以使用。

### 巴托拉姆（バートラム）
希爾薇婭（Sylvia）
巴托拉姆女王，人稱冰之女王。
烏洛波洛（Ouroboro）
健忘的天才博士。原本報名參加魔偶武闘会，結果因為睡過頭而沒能參賽。
伊德（Ydd）
洛伊德6歲時因為無聊而創造的複製人。因為與洛伊德有一樣的外表(除了髮色不同)平時戴著面具。
無意間封印了自己的龐大魔力。
非常尊敬救過自己一命的杰德。
由吉利爾傳授，擁有七支刀外型的光武，名未知，但不是神器(參漫畫152、172話)。
瑪隆（Maron）
種族：魔偶
洛伊德為了照顧複製人伊德，用城內的破銅爛鐵製造的粉色自立型女僕魔偶。
後來由伊德追加人型尺寸的機體，頭上有獨角，可與一級魔人肉搏(漫畫108話)。
為了解封伊德的龐大魔力，除了洛伊德製作的原始核心的部份都被塔爾塔羅斯破壞，其他核心被其取走。原始核心後來被塔爾塔羅斯還給洛伊德，由洛伊德修理完成。
為了應對魔物大暴走，來不及重做能用來戰鬥的機體(漫畫149話)。
柯隆（Coron）
種族：魔偶
洛伊德為了照顧複製人伊德，用城內的破銅爛鐵製造的淺藍色自立型女僕魔偶。
後來由伊德追加人型尺寸的機體，頭上有雙角，可使用気術(漫畫108話)。
為了解封伊德的龐大魔力，除了洛伊德製作的原始核心的部份都被塔爾塔羅斯破壞，其他核心被其取走。原始核心後來由洛伊德尋回，交由賽洛弗修理完成。
為了應對魔物大暴走，來不及重做能用來戰鬥的機體(漫畫149話)。
盧戈爾（Lugore）
上一屆魔偶武闘会的亞軍。
塔伽德那（Tagadena）
肩刃的駕駛員。
塔爾塔羅斯（Tartarus）
種族：魔偶
伊德的最高傑作，擁有自我的魔偶。由於原本是作為魔力爐製造出來的，因此非常短命，除此之外還無法生成、增幅魔力，只能吞噬與儲存。
以魔界邪神為名。
透過奪舍伊德與吞噬大型魔力爐與眾多魔偶來達成完全體。
能分裂自身投放分離體，用來防止他人阻礙自己達成完全體，部份分離體們有自己的個性。
完美和平
種族：魔偶
塔爾塔羅斯分離體，戰闘員序列1位。
原型是烏洛波洛的完美和平。
讓本體也感到恐懼的存在，能輕鬆擊敗必要食品，認為要達成世界和平的使命，就要毀滅世界。
黑獅子
種族：魔偶
塔爾塔羅斯分離體，戰闘員序列2位。
原型是伊德的獅王之心。
渴望超越紅龍(帝嘉迪亞)與本體(塔爾塔羅斯)。
黑魔女
種族：魔偶
塔爾塔羅斯分離體，戰闘員序列3位。
原型是盧戈爾的瑪基卡蜜莉婭。
魔改僧
種族：魔偶
塔爾塔羅斯分離體，戰闘員序列4位。
原型是陳·愈華製作的老功夫，體型比原型更接近常人。
渴望達到武道的極致。
夢魘卡塔哈伯（Nightmare Katahabar）
種族：魔偶
塔爾塔羅斯分離體，戰闘員序列8位。
原型是塔伽德那的肩刃。

### 獸群
狂氣樹海
SS級迷宮Boss，被柯蘿澤擊殺。
巴繆（Bahmju）
SS級迷宮Boss，外型為三個水球的三兄弟，被吉坦擊殺。
名字的詞源是百慕達。
瑩龍吉爾伽美什
SS級迷宮Boss，因將敗於自己的冒險者們的武器插在自己身上，有著“墓龍”的外號。
為了打發漫長的體感時間而模仿人類冒險者手持武器，只使用近戰攻擊。
不少敗給瑩龍的冒險者生還，因此被許多冒險者敬愛。
由希露法與桃協力擊敗。
薩塔娜艾爾（Satanael）
SS級迷宮Boss，通稱「墮姬」，穿著暴露的天使族，和吉坦一樣擁有神器級光武。
謎謎君
名義上的SS級迷宮Boss。來自其他世界的魔物。有著寶箱怪的外型。為了屏蔽龐大的魔力而待在特殊的箱子裡。
將馬科斯擊敗的強大魔物。
能施展四重咒言(漫畫188、202話)。
維達·唐（Veda Dohrn）
日蝕塔所屬SS級迷宮Boss。
以前見過瑪爾斯的爺爺。
擁有非常克制馬科斯的能力。
無名
洛伊德以前為了實驗「死靈魔術」，以自己前世的骸骨製作的造物，被判定為SS級。
惡魔教團
日蝕塔所屬「三黑天」的SS級。
夏克
日蝕塔所屬「三黑天」的SS級。
機械太郎
日蝕塔所屬「三黑天」的SS級。

### 其他
基札戮姆（Guisarme）
來自魔界的魔族，比魔人還高級的存在，能使用強制力遠超酷洛的咒言，再生能力也遠超魔人，能將肉體強化到鐵一般的硬度，免疫魔術攻擊，但不免疫魔術的附加效果(參漫畫37、170話，例如飛翔、虛空、魔劍「暗黑編年史」等等均能生效，以及如果掉進熔岩仍會扛不住)，為了得到瞬間移動能力奪舍杰德，最後被洛伊德擊敗。
漫畫152話確認尚存，性格與之前比有所變化。
帕祖祖（Pazuzu，聲：佐藤节二）
被封印於某處祠堂的八級魔人。
陳·愈華（Chen Yuifa）
桃的爺爺。百華拳現任掌門。是個喜歡巨乳的色老頭。

## 世界觀與用語
以下內容有待完善，以漫畫為基準。
魔術/魔法（Spells）
名稱的譯名會因翻譯版本、段落不同等因素出現些許差異。
- 制御系統

- 追蹤/投影/映射（Trace）

用於動作還原、也能用於模擬魔力輸出量等用途。
- 追尾/追蹤（Teletracking）

此魔術是否屬於制御系統魔術有待釐清(漫畫138話使用)。
追蹤≠追蹤，如有誤會，推測是翻譯問題。
- 幻想系統

- 模寫姿

變身魔術。
- 治癒系統

- 淨化

能淨化大部分已知毒素。
- 回復呼吸

- 分析系統

- 鑒定
- 吸魔

此魔術是否屬於分析系統魔術有待釐清。
- 樹系統

- 木替身（Wooden Replica/Nature puppet）
- 樹縛
- 樹雷

誘發魔術
- 火系統

- 火球
- 炎烈火球（Pyrlanse Incinis/Ardent Fireball）

上位魔術，有14節術式
- 焦熱炎牙（Infernum Immorcier）

最上位魔術
- 風系統

- 浮游
- 隠遁者
- 疾走
- 空天蓋

結界魔術
- 嵐牙

中位魔術
- 飛翔

沒幾個人會的上位魔術(漫畫26話提及)
- 斬烈風球（Aeralanse Lamna）

上位魔術
- 吞噬旋風

上位魔術
- 裂空嵐牙（Tempesta Ventercier）

最上位魔術
- 風神威

大規模祭壇魔術
- 土系統

- 土替身
- 泥池

下級魔術，能創造小範圍的泥地
- 吞噬沼

上位魔術，能使地面沼澤化
- 地烈土球（Terralanse Lithis）

上位魔術
- 震撃岩牙

最上位魔術
- 水系統

- 純度上升
- 瀧烈水球（Aqulanse Cascadia）

上位魔術
- 大潮海牙

最上位魔術
- 水穿龍

大規模祭壇魔術
- 雷系統

- 黑王雷

大規模祭壇魔術
- 星系統

- 天星沖

大規模祭壇魔術
- 時間系統

- 時空天蓋

祭壇魔術
- 空間系統

- 次元天蓋（Dimensional Enclosure）
- 領域擴大（Field Expansion）

能用於擴張包包、袋子之類的封閉空間，也能用於放大術式作用範圍
- 虛空（Void）
- 大曇殿天蓋

二重詠唱合成魔術
- 虛空渺茫殿（Pseuda Apeiron）

由「虛天蓋」與「領域干涉」的二重詠唱構成(漫畫148、149話)
- 合成魔術(複數屬性)

- 炎嵐渦牙（Infernum Tempesta Vorticium）

「焦熱炎牙」×「裂空嵐牙」的二重詠唱
- 冰雪鋼牙（Glacia Krystacier/Triple Aria,Snow Fang）

土、水、風的三重詠唱
- 分類不詳

- 強度增加
- 身體強化
- 彈性增加
- 自我清潔
- 自動修復
- 生命成長
- 忘卻
- 肉體強化（Boost Power/Body strengthening）
- 結界
- 屏障擊破

天界眾神為了對抗魔界的對手而創造的魔術。
神聖魔術需要透過天使在靈魂上刻下術式，並透過儀式發動。如果得到天使認可，可以省略儀式。
神聖魔術非常纖細，不能像其他諸多魔術一樣隨意改動術式或者付與其他魔術、魔力，否則效力會急劇減弱(例如「隠遁疾走光武」是不成立的)。
但能在不改動術式的前提之下將特性附加到光武上，例如讓淨化效果「像毒一樣」擴散(阿納斯塔西亞的暈散無消可能也算類似的用法)。
- 具現化系

- 光武（Luxa）

能根據施術者的意願改變造型。
偶爾會出現在不破壞術式的情況下顯現出「帶有能力的光武」，被稱為「神器」。
- 淨化系

有著能使負傷者與心術不正者等所含的種種「負面」因素反轉的性質。
對於不死族、靈體、魔人等而言有著最為直觀的效果。
- 陽光
- 微光
- 巨光
- 極聖光

上位魔術
軍用魔術
為了無法使用魔術的士兵而存在的魔術類別。
各國的軍用魔術都是國家機密。
與條件術式有所關聯。
鍊金術（Alchemy）
魔術的分支。製作魔偶、合成獸時會用到的技術。
- 物質合成（Material Fusion/Material synthesis）

鍊金魔術，可用來製造合金(漫畫100話)。
- 究極錬金（Apex Alchemy）
- 影替身（Shadow replica）

用於製造塔爾塔羅斯分離體的應用煉金術，以魔力構成的替身(漫畫149話)。
咒文束（Spell-Stack）
將魔術的咒文詠唱簡化的技術。
把複數的咒文壓縮在一起詠唱，縮短魔術需要發動的時間。
洛伊德能將長串咒文壓縮成「■」或是「■■■■」的程度。
二重詠唱（Dual Incantation）
使用兩張嘴各自詠唱不同的魔術，主要用途為合成魔術，達成提升威力或者其它效果。
另一種情況為另一個人將詠唱接續進行並且融合的二重詠唱(漫畫140話)。
賦予/附與/付與（Enchant）
能將術式以魔髓液寫到武器上，製作魔髓液鍍層的技術，達到強化武器的效果。
魔力性質變化
將魔力的氣味、形狀、顏色、特性等性質轉換的技術(不是魔術)。
不僅洛伊德的花田，帕祖祖的瘴氣、蓮的「毒的性質變化」、酷洛與魔族的「咒言」都算是這門技術的運用。
共有/同調（Empathize）
魔獸使與自己達成共感的魔獸交流的本領。
魔力遮斷
將釋放魔力時使用的「魔力孔」全部盡可能關上，從而達到隱身效果(漫畫42話)。擅長隱匿躲藏的暗殺者公會成員均能使用。
魔力集中（Mana Focus）
魔力遮斷的拓展技能。
在「魔力遮斷」的狀態下，於體表的一點打開「魔力孔」，從該點釋放強大魔力(漫畫44話)。
條件術式
設定限制條件(如雙手交叉、彈指、結手印等等)來強化和簡化魔術。
氣術
透過特殊的呼吸法使被稱為氣的能量在體內循環，以此爆發強大的力量。
落華拳是否有包含氣術有待釐清。
- 氣孔彈
- 氣孔牙
- 氣息探知
- 氣力解放
- 爆氣

魔劍
由付与術師與鍛冶師齊心協力才能完成的武器。
在煉鋼的階段就要將術式貼入金屬塊中。術式的書寫只能在魔劍的來回冶煉的5次過程中進行，正常情況下每一次的冶煉只能書寫1節術式，最多總共5節術式。
只要揮舞魔劍就能施展刻於魔劍的魔術，不過使用魔劍需要消耗使用者的魔力。
守鱗魔劍
防禦特化的魔劍類型，注入魔力的鱗片能從劍上分離化為鎧甲。
受詛者
少數人與生俱來就擁有特異魔力性質，但難以主動控制能力(但奪取肉體的人可以操控能力)，導致有人因此喪命或造成麻煩。
魔宿體質
合成獸/奇美拉（Chimera）
魔偶（Golem）
魔獸
熊狼（Bearwolf）
芬里爾（Fenrir）
魔物（Monster）
魔物的核粉碎後能取得少量赤魔粉，能用來製作魔髄液。
通常情況下一隻魔物的戰力可以換算為三個士兵。
少數的魔物能通人言。魔物可分為野生的魔物與迷宮產出的魔物。
冒險者公會將「能抵上1萬頭魔物」的魔物戰力定為S級。SS級則是冒險者公會也無法鑑定的級別。
獸人（Orc）
巫妖（Lich）
A級冒險者才能勉強抗衡的魔物。
狗頭人（Kobold）
食屍鬼（Ghoul）
飄靈（Wraith）
迷宮/地下城（Dungeon）
外型為寶箱的迷宮核心平時生活在地下，透過吸收遺落的魔道具與吞食落單人類等方式緩慢成長為迷宮，吞食敗於自己的冒險者們的裝備等物再次成長，一旦形勢不利就會吐出累積至今的寶藏以此趁機逃生。
迷宮核心能創造魔物保衛自己，向自己創造的魔物們提供魔力，這些迷宮所屬的魔物等造物正常情況下不能離開迷宮。如果迷宮核心被擊殺，所屬的魔物會逐漸死去。
迷宮核心之間就算彼此距離遙遠也能互相溝通。
天使
來自、居住於天界，能將神聖魔術的術式刻在人類的靈魂上，讓被傳授的人類能使用神聖魔術。
與魔人一樣幾乎由魔力構成，魔力使用過度會變得透明，逐漸消散。
魔人
以精神體作為本體，幾乎由魔力構成，如果沒有肉體便不足為懼。魔人會自己做出身體(肉體與精神體可以隨意切換)，或者奪取人類的身體。魔人不僅能控制肉身擁有的能力(因此魔人偏好奪取受詛者的肉身)，還能還原被附身者的所學(武術、劍術都可以)。
如果肉身死亡，作為精神體的本體也會死去，如果肉體死亡前分離出肉身則能逃過一死。
魔人操控的肉體十分強悍，再生能力也非常高。魔人的肉體對除了神聖魔術的魔術傷害有高強度的抗性，但如果承受過量魔術攻擊一樣會死。
魔人由強至弱可分為一到十級。
魔族
魔界的王侯貴族，100名一級魔人也無法抵擋，遠超魔人的的存在。
不需建立術式就能直接將魔力具像化並釋放出來，算是魔力性質變化的一種。能隨意操控周圍大氣中的魔力。
魔界

## 出版書籍

### 輕小說
| 卷數 | 講談社        | 講談社                 |
| 卷數 | 發售日期      | ISBN                   |
| ---- | ------------- | ---------------------- |
| 1    | 2020年7月2日  | ISBN 978-4-06-520642-3 |
| 2    | 2020年12月2日 | ISBN 978-4-06-521533-3 |
| 3    | 2021年5月6日  | ISBN 978-4-06-523459-4 |
| 4    | 2021年10月1日 | ISBN 978-4-06-525020-4 |
| 5    | 2022年7月1日  | ISBN 978-4-06-528780-4 |
| 6    | 2022年12月2日 | ISBN 978-4-06-530455-6 |
| 7    | 2023年12月1日 | ISBN 978-4-06-534094-3 |
| 8    | 2024年7月2日  | ISBN 978-4-06-536480-2 |
| 9    | 2025年4月2日  | ISBN 978-4-06-539462-5 |

### 漫畫
| 卷數 | 講談社        | 講談社                 | 東立出版社     | 東立出版社             |
| 卷數 | 發售日期      | ISBN                   | 發售日期       | ISBN                   |
| ---- | ------------- | ---------------------- | -------------- | ---------------------- |
| 1    | 2020年11月9日 | ISBN 978-4-06-521298-1 | 2021年12月20日 | ISBN 978-957-26-7546-5 |
| 2    | 2021年2月9日  | ISBN 978-4-06-522349-9 | 2023年8月7日   | ISBN 978-957-26-8848-9 |
| 3    | 2021年5月7日  | ISBN 978-4-06-523151-7 | 2023年10月16日 | ISBN 978-957-26-9448-0 |
| 4    | 2021年8月6日  | ISBN 978-4-06-524473-9 | 2024年9月6日   | ISBN 978-626-02-2123-2 |
| 5    | 2021年11月9日 | ISBN 978-4-06-525982-5 | 2025年2月10日  | ISBN 978-626-02-2124-9 |
| 6    | 2022年2月9日  | ISBN 978-4-06-526905-3 |                |                        |
| 7    | 2022年5月9日  | ISBN 978-4-06-527830-7 |                |                        |
| 8    | 2022年8月9日  | ISBN 978-4-06-528652-4 |                |                        |
| 9    | 2022年11月9日 | ISBN 978-4-06-529643-1 |                |                        |
| 10   | 2023年2月9日  | ISBN 978-4-06-530523-2 |                |                        |
| 11   | 2023年5月9日  | ISBN 978-4-06-531553-8 |                |                        |
| 12   | 2023年8月8日  | ISBN 978-4-06-532596-4 |                |                        |
| 13   | 2023年11月9日 | ISBN 978-4-06-533502-4 |                |                        |
| 14   | 2024年2月8日  | ISBN 978-4-06-534550-4 |                |                        |
| 15   | 2024年4月9日  | ISBN 978-4-06-535152-9 |                |                        |
| 16   | 2024年8月7日  | ISBN 978-4-06-536509-0 |                |                        |
| 17   | 2024年11月8日 | ISBN 978-4-06-537416-0 |                |                        |
| 18   | 2025年2月7日  | ISBN 978-4-06-538402-2 |                |                        |
| 19   | 2025年5月9日  | ISBN 978-4-06-539447-2 |                |                        |
| 20   | 2025年8月7日  | ISBN 978-4-06-540350-1 |                |                        |

#### 半彩版
| 卷數 | 講談社        | 講談社                 |
| 卷數 | 發售日期      | ISBN                   |
| ---- | ------------- | ---------------------- |
| 1    | 2022年11月9日 | ISBN 978-4-06-529642-4 |
| 2    | 2023年3月9日  | ISBN 978-4-06-521533-3 |
| 3    | 2023年12月7日 | ISBN 978-4-06-532842-2 |
| 4    | 2025年7月9日  | ISBN 978-4-06-539998-9 |

## 電視動畫
2022年11月5日，宣佈改編為電視動畫。第1季於2024年4月至6月播放。第2季於2025年7月9日播出。

### 製作人員
- 原作：謙虛同好會
- 人物原案：Meru.
- 導演、演出：玉村仁
- 劇本統籌：戶塚直樹
- 劇本：
- 動畫製作：Tsumugi Akita Animation Lab
- 製作：「第七王子」製作委員會

### 主題曲
第1季
片頭曲《Kyunrias》
主唱：樋口楓，作詞：安藤紗紗，作曲、編曲：
片尾曲《幸福的秘密》
主唱：熊田茜音，作詞：森雪之丞，作曲、編曲：加藤裕介
第2季
片头曲CALLING†
演唱：樋口枫，作词：安藤纱纱，作曲、编曲：
片尾曲 Meteor
演唱：岬奈子，作词：喜介，作曲：BOUNCEBACK，编曲：仓内达矢

### 各話列表
| 話數   | 標題                   | 劇本                                   | 分鏡                                                           | 作畫監督               | 總作畫監督 | 首播日期       |       |       |       |       |       |       |       |       |       |       |       |       |       |       |       |       |       |       |
| 第1季  | 第1季                  | 第1季                                  | 第1季                                                          | 第1季                  | 第1季      | 第1季          | 第1季 | 第1季 | 第1季 | 第1季 | 第1季 | 第1季 | 第1季 | 第1季 | 第1季 | 第1季 | 第1季 | 第1季 | 第1季 | 第1季 | 第1季 | 第1季 | 第1季 | 第1季 |
| ------ | ---------------------- | -------------------------------------- | -------------------------------------------------------------- | ---------------------- | ---------- | -------------- | ----- | ----- | ----- | ----- | ----- | ----- | ----- | ----- | ----- | ----- | ----- | ----- | ----- | ----- | ----- | ----- | ----- | ----- |
| 第1话  | 轉生成為第七王子       |                                        | 玉村仁、阿部雄一                                               | 錦織成                 | -          | 2024年 4月2日  |       |       |       |       |       |       |       |       |       |       |       |       |       |       |       |       |       |       |
| 第2话  | 遇見了冒險者           | 4月9日                                 | 玉村仁、阿部雄一                                               | 錦織成                 | -          |                |       |       |       |       |       |       |       |       |       |       |       |       |       |       |       |       |       |       |
| 第3话  | 氣術和賦予魔法之類的   | 中村香穗、山內真月、加藤有夏、鈴木佐都 | 玉村仁、阿部雄一                                               | 錦織成                 | 4月16日    |                |       |       |       |       |       |       |       |       |       |       |       |       |       |       |       |       |       |       |
| 第4话  | 前去狩獵魔獸           | 中村香穗、山內真月、加藤有夏           | 玉村仁、阿部雄一                                               | 錦織成                 | 4月23日    |                |       |       |       |       |       |       |       |       |       |       |       |       |       |       |       |       |       |       |
| 第5话  | 魔人惱怒焦躁           | 小栁亞美、山内真月、鈴木佐都           | 玉村仁、阿部雄一                                               | 錦織成                 | 4月30日    |                |       |       |       |       |       |       |       |       |       |       |       |       |       |       |       |       |       |       |
| 第6话  | 姊姊與魔獸與魔劍與哥哥 | 玉村仁                                 | 小柳亞美、山內真月                                             | 錦織成                 | 5月7日     |                |       |       |       |       |       |       |       |       |       |       |       |       |       |       |       |       |       |       |
| 第7话  | 與暗殺者們展開戰鬥     | 玉村仁、阿部雄一                       | 山內真月、加藤有夏、STUDIO MASSKET                             | 錦織成                 | 5月14日    |                |       |       |       |       |       |       |       |       |       |       |       |       |       |       |       |       |       |       |
| 第8话  | 去和杰德見面           | 玉村仁、阿部雄一                       | 中村香穗、小柳亚美、STUDIO MASSKET                             | 錦織成                 | 5月21日    |                |       |       |       |       |       |       |       |       |       |       |       |       |       |       |       |       |       |       |
| 第9话  | 名為基札戮姆的災厄     | 玉村仁、阿部雄一                       | 中村香穗、小柳亚美、山内真月、加藤有夏、STUDIO MASSKET         | 錦織成                 | 5月28日    |                |       |       |       |       |       |       |       |       |       |       |       |       |       |       |       |       |       |       |
| 第10话 | 希露法的劍             | 玉村仁、阿部雄一                       | 中村香穗、小柳亚美、山内真月、STUDIO MASSKET                   | 錦織成                 | 6月4日     |                |       |       |       |       |       |       |       |       |       |       |       |       |       |       |       |       |       |       |
| 第11话 | 杰德的遺言             | 玉村仁、阿部雄一                       | 錦織成、STUDIO MASSKET                                         | 錦織成                 | 6月11日    |                |       |       |       |       |       |       |       |       |       |       |       |       |       |       |       |       |       |       |
| 第12话 | 洛伊德的回答           | 玉村仁、阿部雄一                       | 錦織成、中村香穗、小柳亞美、山内真月、加藤有夏、STUDIO MASSKET | 錦織成                 | 6月18日    |                |       |       |       |       |       |       |       |       |       |       |       |       |       |       |       |       |       |       |
| 第2季  |                        |                                        |                                                                |                        |            |                |       |       |       |       |       |       |       |       |       |       |       |       |       |       |       |       |       |       |
| 第13话 | 我想入教！             | 戶塚直樹                               | 玉村仁、阿部雄一                                               | 锦织成                 | -          | 2025年 7月10日 |       |       |       |       |       |       |       |       |       |       |       |       |       |       |       |       |       |       |
| 第14话 | 吉列爾的神力           | 戶塚直樹                               | 玉村仁、阿部雄一                                               | 锦织成                 | -          | 7月17日        |       |       |       |       |       |       |       |       |       |       |       |       |       |       |       |       |       |       |
| 第15话 | 剿滅食屍鬼             | 戶塚直樹                               | 玉村仁、阿部雄一                                               | 锦织成                 | -          | 7月24日        |       |       |       |       |       |       |       |       |       |       |       |       |       |       |       |       |       |       |
| 第16话 | 內戰                   | 戶塚直樹                               | 玉村仁、阿部雄一                                               | 锦织成                 | -          | 7月31日        |       |       |       |       |       |       |       |       |       |       |       |       |       |       |       |       |       |       |
| 第17话 | 教會的秘密             | 戶塚直樹                               | 玉村仁、阿部雄一                                               | 锦织成                 | -          | 8月6日         |       |       |       |       |       |       |       |       |       |       |       |       |       |       |       |       |       |       |
| 第18话 | 伊夏的想法             | 戶塚直樹                               | 玉村仁、阿部雄一                                               | 錦織成、STUDIO MASSKET | -          | 8月13日        |       |       |       |       |       |       |       |       |       |       |       |       |       |       |       |       |       |       |
| 第19话 | 大聖誕祭               | 戶塚直樹                               | 玉村仁、阿部雄一                                               | 錦織成、STUDIO MASSKET | -          | 8月20日        |       |       |       |       |       |       |       |       |       |       |       |       |       |       |       |       |       |       |

### BD
| 卷數  | 發行日期       | 收錄話數     | 規格編號  |
| 第1季 | 第1季          | 第1季        | 第1季     |
| ----- | -------------- | ------------ | --------- |
| 1     | 2024年10月30日 | 第1話—第6話  | BCXA-1947 |
| 2     | 2024年11月27日 | 第7話—第12話 | BCXA-1948 |

## 外部連結
- 小說連載網站（日語）
- 漫畫連載網站（日語）
- 電視動畫官方網站（日語）
- 轉生為第七王子，隨心所欲的魔法學習之路的X（前Twitter）（日語）